# Исе-фьорд
Исе-фьорд (дат. Isefjord) — залив на острове Зеландия, в Дании.

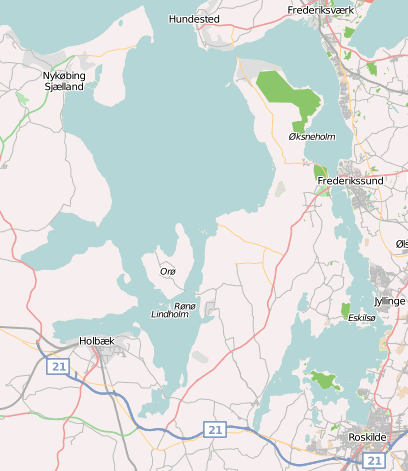
Район Исе-Фьорда

Исе-фьорд находится на северо-западе острова Зеландия. Протянулся на 35 километров от пролива Каттегат. При этом его устье, находящееся между городами Хуннестед и Рёрвиг у́же, нежели ширина фьорда в глубине острова. Средняя глубина Исе-фьорда от 5 до 7 метров, у острова Орё она достигает 17 метров. Солёность воды лежит между 1,6 и 2,2 ‰.
Сам Исе-фьорд подразделяется на несколько частей: Нюкёбинг-фьорд у Нюкбинга, Ламмефьорд, Хольбек-фьорд, Темпелькроген, Йегерсприс-бугт у Йегерсприса и Роскилле-фьорд. В 300 метрах западнее Исе-фьорда, в южном Одсхерред, лежит плодородная долина Коргсёре-Сков с многочисленными мегалитическими памятниками, относящимися к эпохе неолита.